# Галя Акерман
Галя Акерман (фр. Galia Ackerman; нар. 24 червня 1948) — французька письменниця, науковець-історик, журналістка, блогерка, перекладачка з російської на французьку мову. Оглядач журналу «Politique Internationale», відома як критик путінського режиму та дослідниця чорнобильської тематики.

## Біографія
Народилася 24 червня 1948 року в Москві, закінчила філологічний факультет Московського державного університету, фах — класична філологія. У 1973 році емігрувала до Ізраїлю, а в 1984 році остаточно оселилася в Парижі. Отримала французьке громадянство. В 1980 році захистила докторську дисертацію в Сорбонні з історії релігії. Науковець-дослідник  університету в Кан. Переклала на французьку мову з російської понад 80 книг.
З 1988 по 2010 роки працювала на «Radio France internationale». Вела рубрики «Доля ідей» і «Релігійна хроніка». З 1995 року працює у щоквартальному журналі «Politique Internationale». Займається оглядом політичної ситуації в Росії та пострадянських країнах. Її статті публікуються у провідних французьких, міжнародних та російських медіа: Le Monde, Libération, La Vie, Politique internationale, La Règle du jeu, Courrier de l'Unesco, Histoire et Liberté, Books, Building, Le Meilleur des mondes, 2050, Tumultes, Géo Histoire, Le Magazine littéraire, New Times, Новая газета, Знамья, Континент. Крім того, вона веде свій блог на сайті HuffPost (Франція).
21 грудня 2017 році французькі журналісти, серед них Галя Акерман, опублікували відкритий лист у газеті «Le Monde» з вимогою заборони діяльність російського пропагандистського телеканалу Russia Today на території Франції.

## Акерман та Україна
Протягом 20 років Акерман, як журналіст, займалася Чорнобильською тематикою. Вона брала інтерв'ю у свідків та ліквідаторів наслідків аварії на ЧАЕС, досліджувала архіви, відвідувала місцевість ЧАЕС. Була комісаром виставки про Чорнобиль у Центрі сучасної культури в Барселоні у 2006 році. На цю тематику опублікувала книги «Les Silences de Tchernobyl» (Мовчання Чорнобиля; видавництво Autrement, 2006), «Tchernobyl, retour sur un désastre» (Чорнобиль, повернення до катастрофи; видавництво Folio Documents, 2007), «Traverser Tchernobyl» (Пройти Чорнобиль; 2016).
У 2013 році опублікувала книгу «FEMEN» про діяльність українського феміністичного руху FEMEN. Книгу видало французьке видавництво «Кальман-Леві».
Галя Акерман є співзасновником та генеральним секретарем організації «Європейський Форум для України». Вона організує лекції всесвітньо відомих інтелектуалів та громадських лідерів у Києві та інших містах України і конференції за їхньої участі, а також візити українських учених та громадських лідерів до країн Західної Європи. В Україні Акерман часто виступає з лекціями на різних конференціях, зустрічах тощо.